# راهپیمایی ۲۲ بهمن

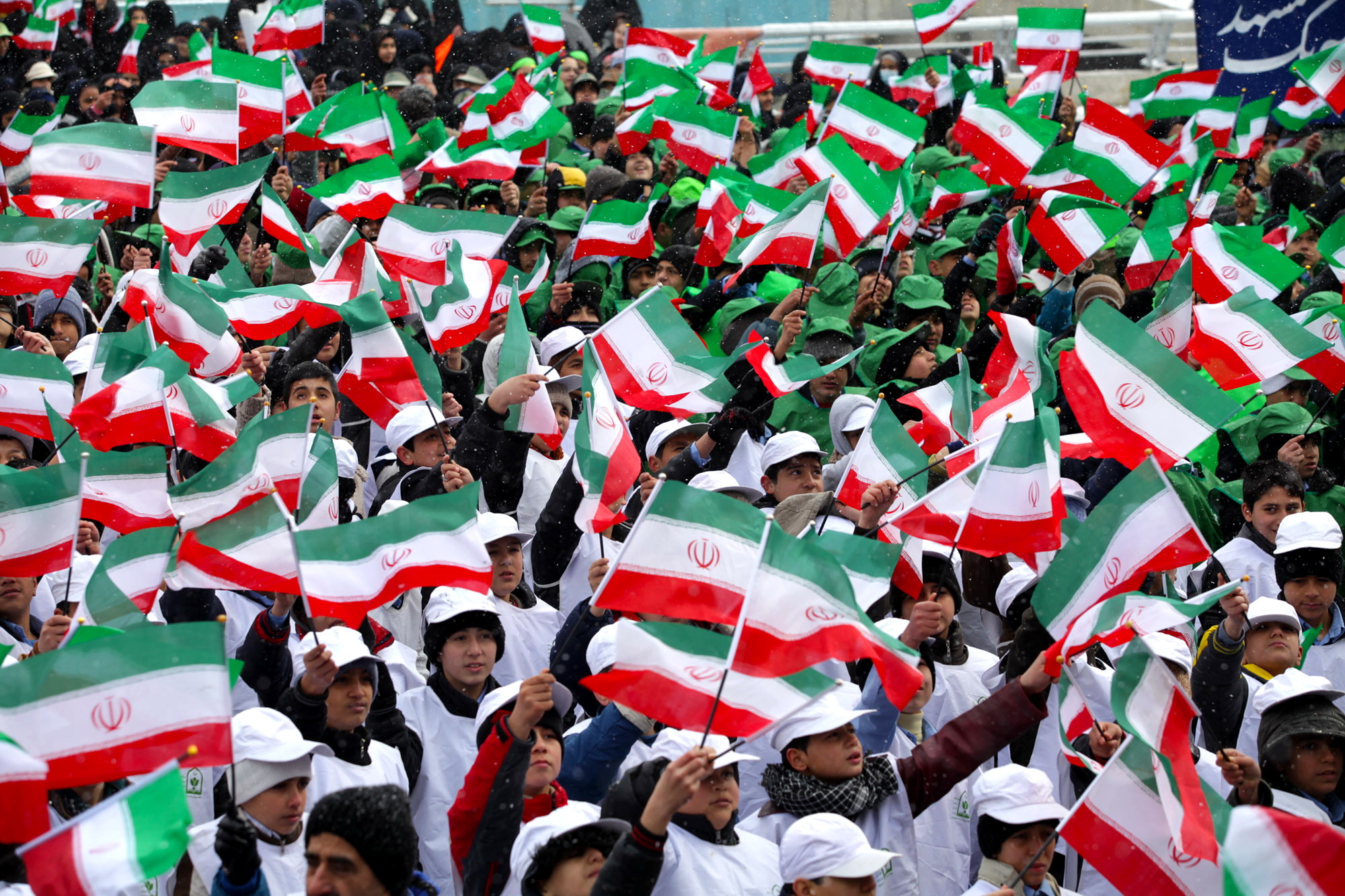
مراسم جشن و راهپیمایی ۲۲ بهمن در مشهد

راهپیمایی ۲۲ بهمن در ایران هر ساله هم‌زمان با سالگرد انقلاب ۱۳۵۷، از سوی حکومت جمهوری اسلامی ایران در آخرین روز دهه فجر (۱۲ الی ۲۲ بهمن ماه) برگزار می‌گردد. در این روز مردم ایران به خیابان‌ها و میدان‌های بزرگ شهرهای ایران می‌آیند و راهپیمایی می‌کنند. حاضران در راهپیمایی شعارهایی با مضمون میثاق و تجدید پیمان با آرمان‌های انقلاب و سید روح‌الله خمینی و همچنین شعارهای ضدآمریکایی و ضداسرائیلی و ضد «استکبار جهانی» و امپریالیسم سر می‌دهند. شرکت‌کنندگان در این مراسم شعارهایی را تکرار می‌کنند که افرادی به عنوان لیدر این شعار و پیام‌ها را به حاضرین اعلام می‌کنند.

## پیش‌زمینه
سید روح‌الله خمینی، بنیان‌گذار جمهوری اسلامی، پس از ۱۵ سال تبعید در تاریخ ۱۲ بهمن ۱۳۵۷، به ایران بازگشت و وارد تهران شد و در سراسر ایران قیام کرد و پس از ۱۰ روز با اعلام بی‌طرفی ارتش پیروزی را به دست آورد. در این روز زندان اوین، وزارت امور خارجه، نیروهای امنیتی، نیروی دریایی سلطنتی، مجلس، شورای دفاع ملی، پلیس، ژاندارمری و کمیته مشترک ضدخرابکارانه به مردم منتقل شدند. با دستگیری سپهبد مهدی رحیمی، فرمانده ارتش در تهران، سلاح‌ها به دست انقلابیون افتاد. انقلاب ایران در تاریخ ۱۱ فوریه ۱۹۷۹، با مشارکت گروه‌های مختلف مردم ایجاد شد. حکومت سلسله پهلوی رسماً پایان یافت و در نهایت شرایط برای تشکیل جمهوری اسلامی به رهبری خمینی آماده شد. افکار و شخصیت‌های اسلامی نقش مهمی در انقلاب ضدسلطنتی داشت و خمینی آن را انقلاب نامید.

## رخداد اصلی
در ۲۲ بهمن ۱۳۵۷ (برابر با ۱۱ فوریه ۱۹۷۹ میلادی)، پس از پیروزی انقلاب، صدها نفر از پرسنل نظامی و پلیس به طرف برج آزادی حرکت کردند. یکی از خواسته‌های آنها عدم وابستگی به ایالات متحده و اتحاد جماهیر شوروی به عنوان قدرت غالب آن زمان بود.

## مراسم

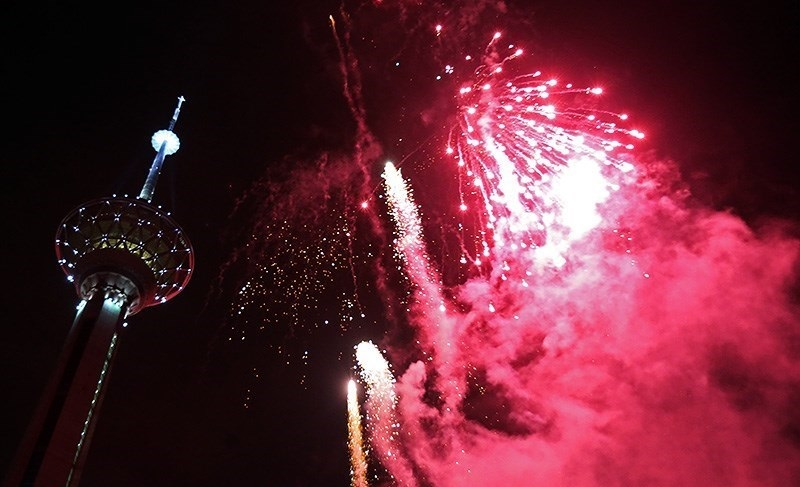
آتش‌بازی به مناسبت سالگرد پیروزی انقلاب، تهران

سالگرد انقلاب به عنوان یک جشن سیاسی ملی محسوب می‌شود. پرچم ایران و بسیاری از پوسترها با شعارهای انقلابی در دست افرادی که به راهپیمایی ملحق شدند دیده می‌شود. همچنین به عنوان نشانه‌های ضد آمریکایی، پرچم ایالات متحده و تصاویر رئیس‌جمهور وقت و پیشین ایالات متحده تحقیر می‌شوند. شخصیت‌های برجسته مذهبی و سیاسی جمهوری اسلامی در این راهپیمایی شرکت می‌کنند و شعارهایی با مضمون پیوند ناگسستنی ایران با رهبر و جمهوری اسلامی سر می‌دهند.

### تهران
هر ساله در تهران، پایتخت ایران، راهپیمایان از ده نقطه مختلف تا میدان آزادی راهپیمایی می‌کنند و سپس در آنجا به‌طور معمول رئیس‌جمهور ایران در مناسبت سالگرد انقلاب سخنرانی می‌کند.

## اهمیت
در سی و هفتمین سالگرد انقلاب، چهارصد و پنجاه مهمان از ۲۸ کشور جهان، که اکثر آنها دانشمندان، سیاستمداران و تأثیرگذاران از کشورهای اروپایی شامل آلمان، فرانسه، اسپانیا، بلژیک، کرواسی، هلند، و همچنین آمریکایی‌ها و آفریقایی‌ها بودند، در این راهپیمایی به عنوان مهمانان ویژه شرکت کردند. این رویداد توسط بیش از ۵٬۰۰۰ عکاس و فیلمبردار، از جمله ۲٬۰۰۰ روزنامه‌نگار محلی و ۲۸۰ خارجی در تهران، و بیش از ۱٬۰۰۰ خبرنگار در تمام شهرهای دیگر ایران پوشش داده شده است.
سید علی خامنه‌ای، حضور گسترده مردم ایران در راهپیمایی سالانه بهمن ماه را نشانه‌ای از مقاومت و حمایت مردم ایران از «آرمانهای انقلاب» می‌داند.

## پوشش رسانه‌ای
وقایع این روز بازتاب‌های جهانی در رسانه‌هایی نظیر بی‌بی‌سی، خبرگزاری آسوشیتدپرس، شبکه ایران اینترنشنال، خبرگزاری شین‌هوآ، پایگاه خبری شانگهای دیلی، خبرگزاری فارس، ایرنا، خبرگزاری تسنیم، خبرگزاری ترند جمهوری آذربایجان، خبرگزاری رویترز، شبکه المیادین، الجزیره مباشر، سی‌ان‌ان و پایگاه خبری البوابه دارد.
رسانه‌های داخلی ایران و به ویژه صدا و سیمای جمهوری اسلامی در دهه فجر تبلیغات گسترده‌ای برای حضور مردم در راهپیمایی دهه فجر انجام می‌دهد و ویژه‌برنامه‌های تلویزیونی به آن اختصاص می‌دهد.
از طرفی برخی رسانه‌های خارجی که حکومت جمهوری اسلامی ایران آن‌ها را اپوزیسیون نظام می‌خواند، این راهپیمایی را کوچک و صرفاً تبلیغات حکومتی می‌دانند.

## نگارخانه

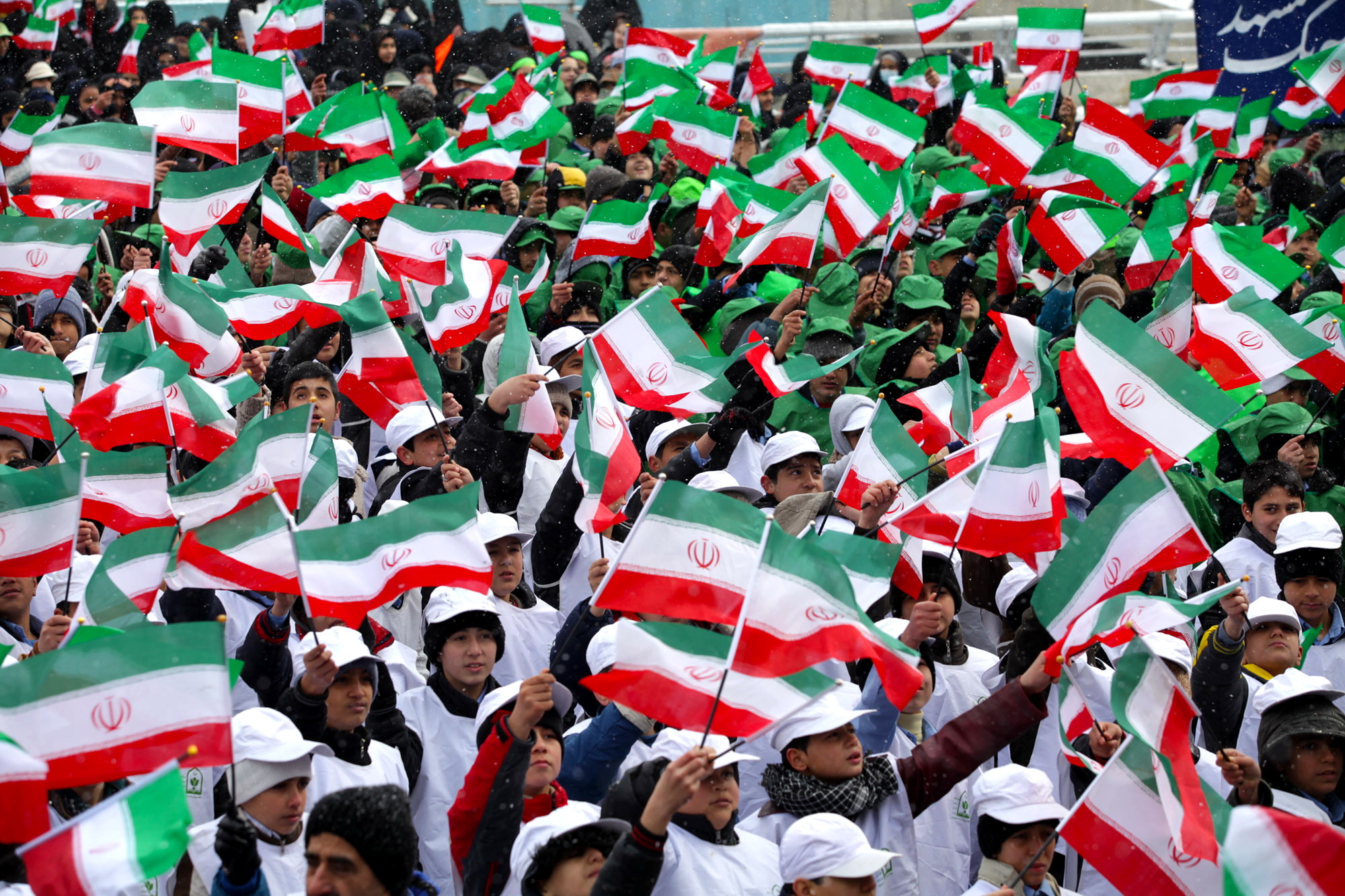
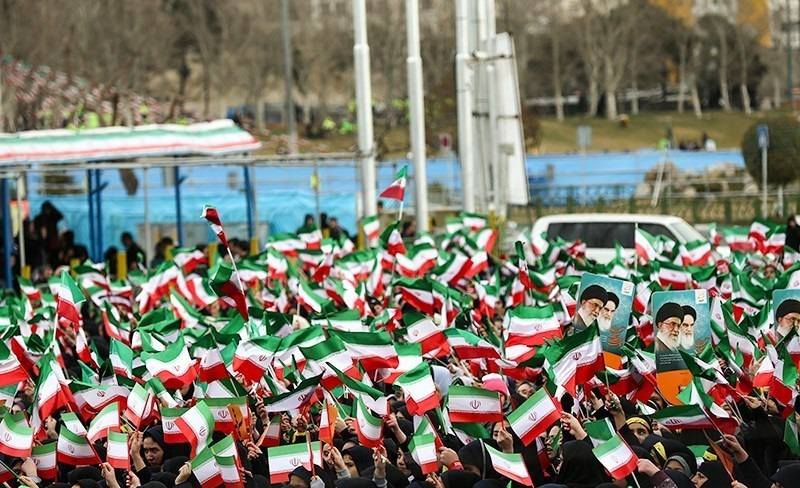
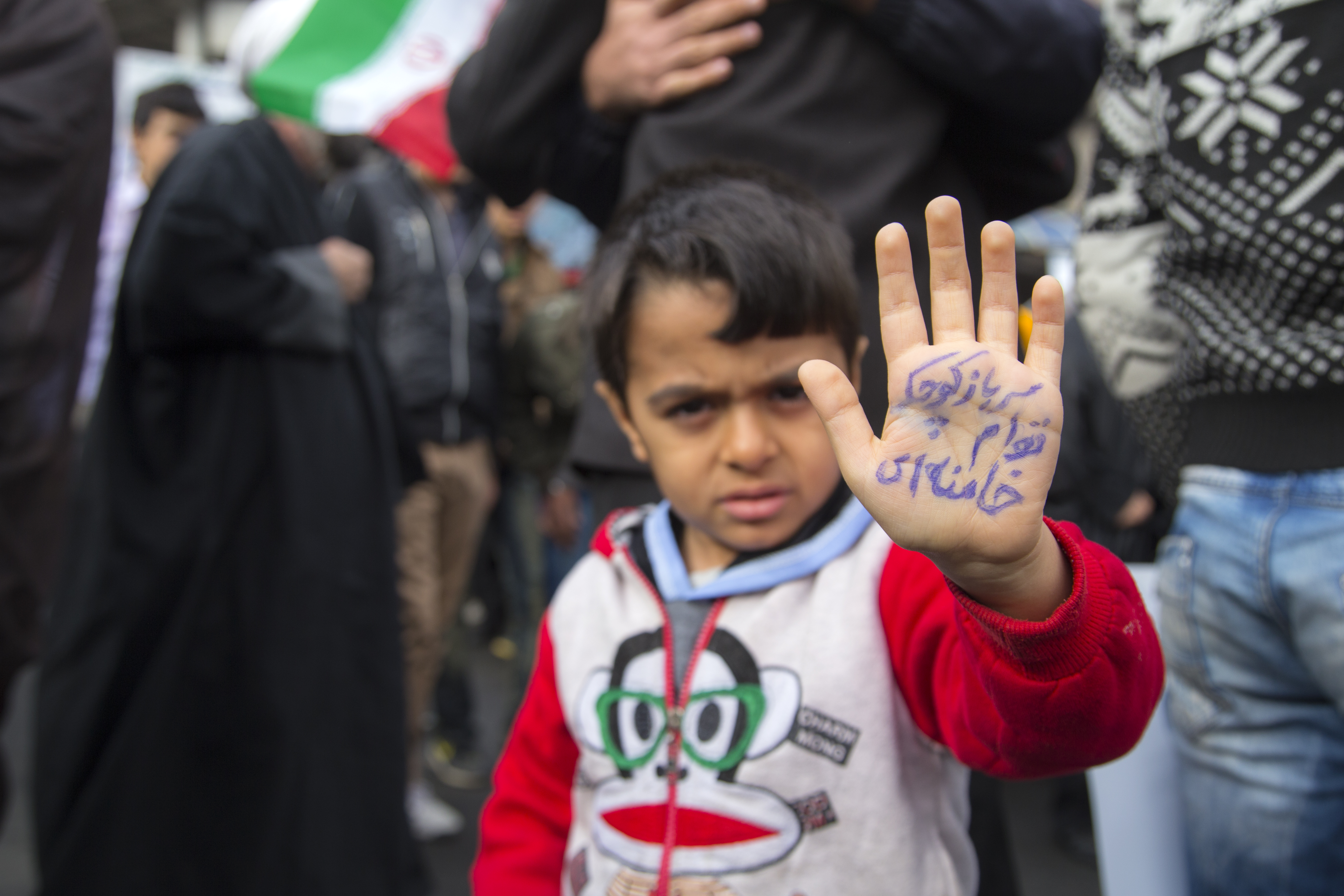
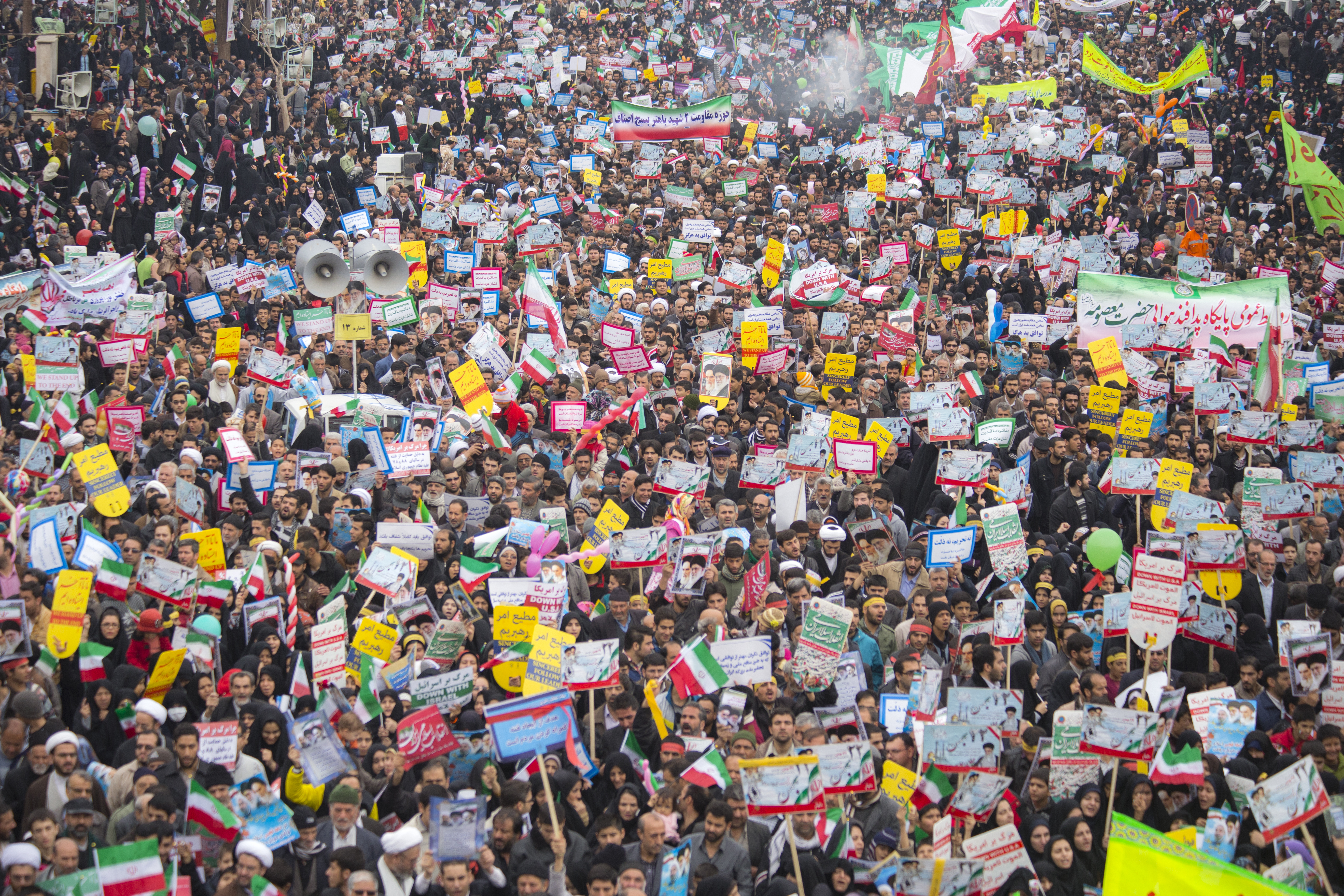
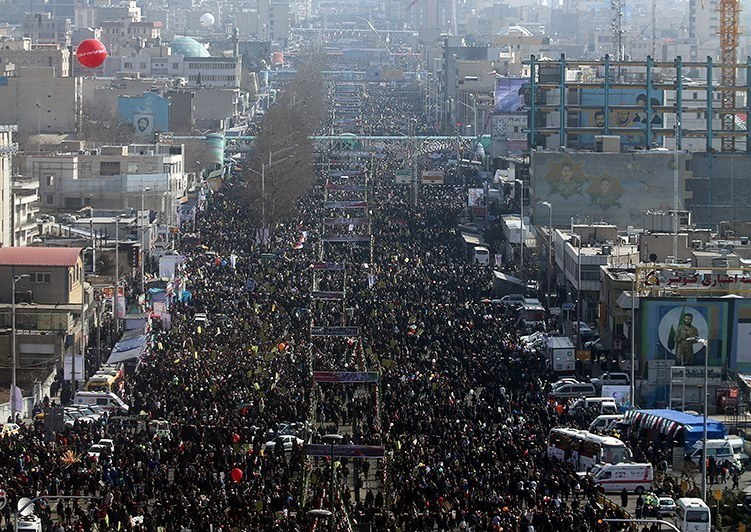